# Ana Rosa Payán

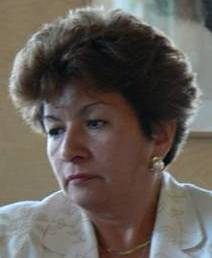
Ana Rosa Payán

Ana Rosa Payán Cervera (Campeche, 10 september 1952) is een partijloos Mexicaans politica.
In 1983 sloot ze zich aan bij de conservatieve Nationale Actiepartij (PAN). In 1988 werd ze voor het eerste kiesdistrict in Yucatán in de Kamer van Afgevaardigden gekozen en twee jaar later werd ze gekozen tot burgemeester van Mérida, de hoofdstad van Yucatán, waarmee ze de eerste PAN-burgemeester van die stad sinds 1970 was. In 1993 deed ze vergeefs een poging gouverneur van Yucatán te worden en van 1997 tot 2000 had ze zitting in de Kamer van Senatoren.
In 2006 stelde ze zich kandidaat voor de voorverkiezingen binnen de PAN voor de gouverneursverkiezing in Yucatán van 2007 maar werd verslagen door Xavier Abreu Sierra. Ze klaagde dat uitgaand gouverneur Patricio Patrón Laviada Abreu Sierra te veel gesteund zou hebben en stapte uit de PAN. Payán wist de gouverneursnominatie te verkrijgen van de Coalitie voor het Welzijn van Allen, bestaande uit de Partij van de Democratische Revolutie (PRD), Convergentie en de Partij van de Arbeid (PT). Binnen de PRD bestond veel ontevredeneid over de steun van de kandidatuur van Payán omdat ze te rechts zou zijn. Nadat bekend werd dat Payán bij een ultrakatholieke en extreemrechtse organisatie betrokken zou zijn geweest, trok de PRD haar steun aan de kandidatuur in, waardoor ze nog slechts kandidaat is voor Convergentie en de PT. Payán haalde 3,3% van de stemmen.